# أفرانج
أفرانج (بالفرنسية: Affringues)‏ هي بلدية فرنسية تقع في إقليم باد كاليه من منطقة نور با دو كاليه في شمال فرنسا. تبلغ مساحة هذه المدينة 2.81 (كم²)، وترتفع عن سطح البحر 73 م، يبلغ عدد سكانها 222 نسمة حسب إحصاء المعهد الوطني للإحصاء والدراسات الاقتصادية سنة 2009 م. وترأس Françoise Huguet البلدية خلال فترة (2008-2014).